# Brave Girls
BB Girls (кор. 브레이브걸스; ранее были известны как Brave Girls) — южнокорейская гёрл-группа, сформированная в 2011 году компанией Brave Entertainment. Финальный состав группы состоит из четырёх участниц: Минён (она же лидер), Ючжон, Ынчжи и Юны.
Дебютировав в качестве квинтета, Brave Girls выпустили сингл-альбом The Difference в апреле 2011 года, и с тех пор было выпущено ещё пять мини-альбомов: Back to da Future (2011), Re-Issue (2012), High Heels (2016), Rollin’ (2017) и Summer Queen (2021). Коллектив не раз претерпевал изменения в составе, и оглушительный успех пришёл лишь весной 2021 года, когда сингл «Rollin’» (2017) завирусился в сети, позволив композиции занять вершины музыкальных чартов Кореи.
16 февраля 2023 года Brave Entertainment объявили о роспуске группы после того, как все 4 участницы покинули лейбл. Однако два месяца спустя группа воссоединилась под лейблом Warner Music Korea.

## Карьера

### 2011—2013: Формирование, дебют,Back to da FutureиRe-Issue

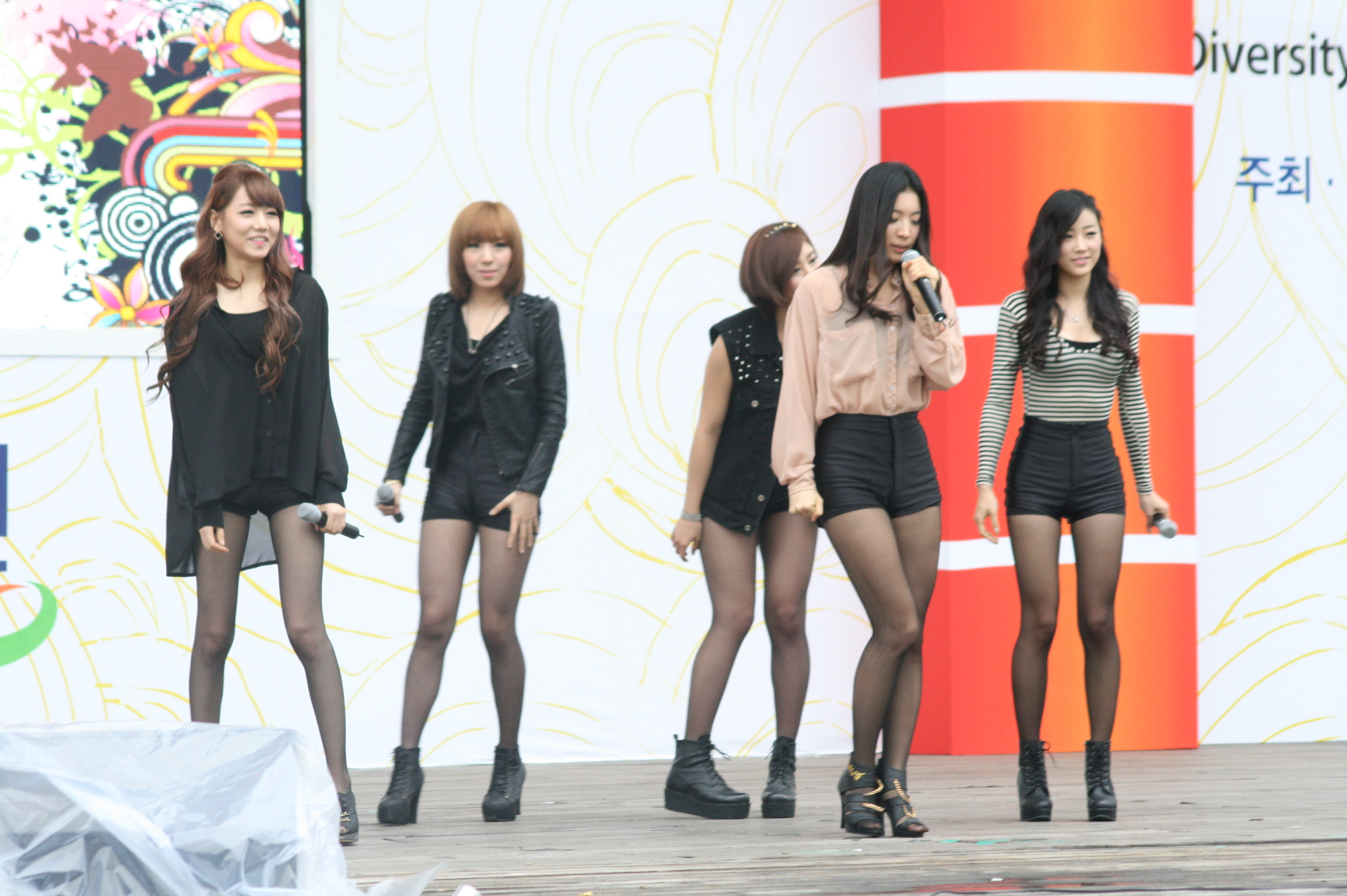
Brave Girls в первоначальном своём составе, 2011 год

Brave Girls стали первой группой агентства Brave Entertainment, основанного бывшим композитором и продюсером YG Entertainment Кан Дон Чолем (более известного как Brave Brothers). Изначально в группе были Ынён, Соа, Йечжин, Ючжин и Херан. Они дебютировали 7 апреля 2011 года с сингл-альбомом The Difference, и в тот же день состоялось дебютное выступление на Music Bank, в дальнейшем коллектив продвигался на M!Countdown и Inkigayo. 8 июня был выпущен видеоклип на би-сайд сингл «So Sexy». Дебютный мини-альбом Back to da Future был выпущен 29 июля, и в тот же день состоялась премьера видеоклипа на сингл «Easily». По итогам месяца продажи составили свыше 1600 копий.
22 февраля 2012 года был выпущен второй мини-альбом Re-Issue. 13 августа 2013 года был выпущен цифровой сингл «For You», в записи которого участвовали только Херан и Ючжин.

### 2016—2018: Изменения в составе,High HeelsиRollin’

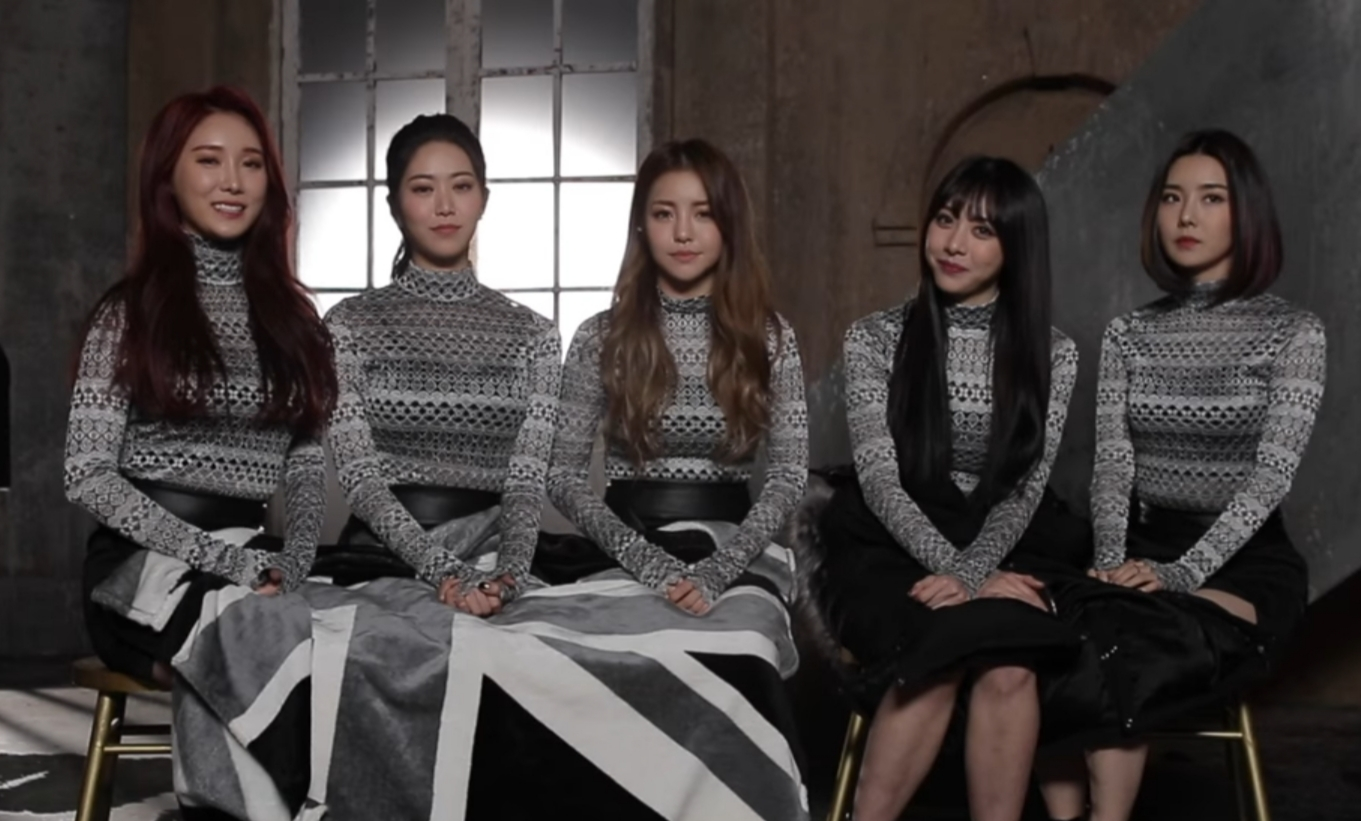
Brave Girls на съёмках видеоклипа «Rollin’», 2017 год

В начале 2016 года, через более чем два года с момента релиза последнего сингла, было объявлено о возвращении Brave Girls в новом составе — Ынён, Соа и Йечжин покинули группу, и было добавлено пять новых участниц: Минён (она же стала лидером), Ючжон, Ынчжи, Юна и Хаюн. 16 февраля был выпущен цифровой сингл «Deepened» вместе с видеоклипом. 27 июня был выпущен третий мини-альбом High Heels, который имел умеренный успех в Корее, дебютировав на 22 месте в альбомном чарте.
1 сентября был выпущен цифровой сингл «Yoo-Hoo», и 27 сентября был открыт сбор денег, который должен помочь профинансировать следующий камбэк группы.
13 января 2017 года стало известно, что Ючжин покидает группу, а Херан берёт перерыв от деятельности по состоянию здоровья. 8 февраля было объявлено, что Brave Girls вернутся в составе пяти человек. 7 марта 2017 года был выпущен четвёртый мини-альбом Rollin’. В августе было подтверждено участие Ючжон, Ынчжи и Юны в реалити-шоу «Проект Unit: Перезагрузка айдолов», однако попасть в финальный состав женской группы они не смогли.
11 августа 2018 года было объявлено, что Хаюн не будет участвовать в продвижении новой версии «Rollin’» по состоянию здоровья (в мае 2021 года стало известно, что девушка покинула группу из-за гипертиреоза). 12 августа новая версия «Rollin’», выпущенная специально для поклонников, стала доступна для скачивания на всех музыкальных платформах.

### 2020—2023: «We Ride», рост популярности,After 'We Ride',Thank You, «Goodbye» и смена названия

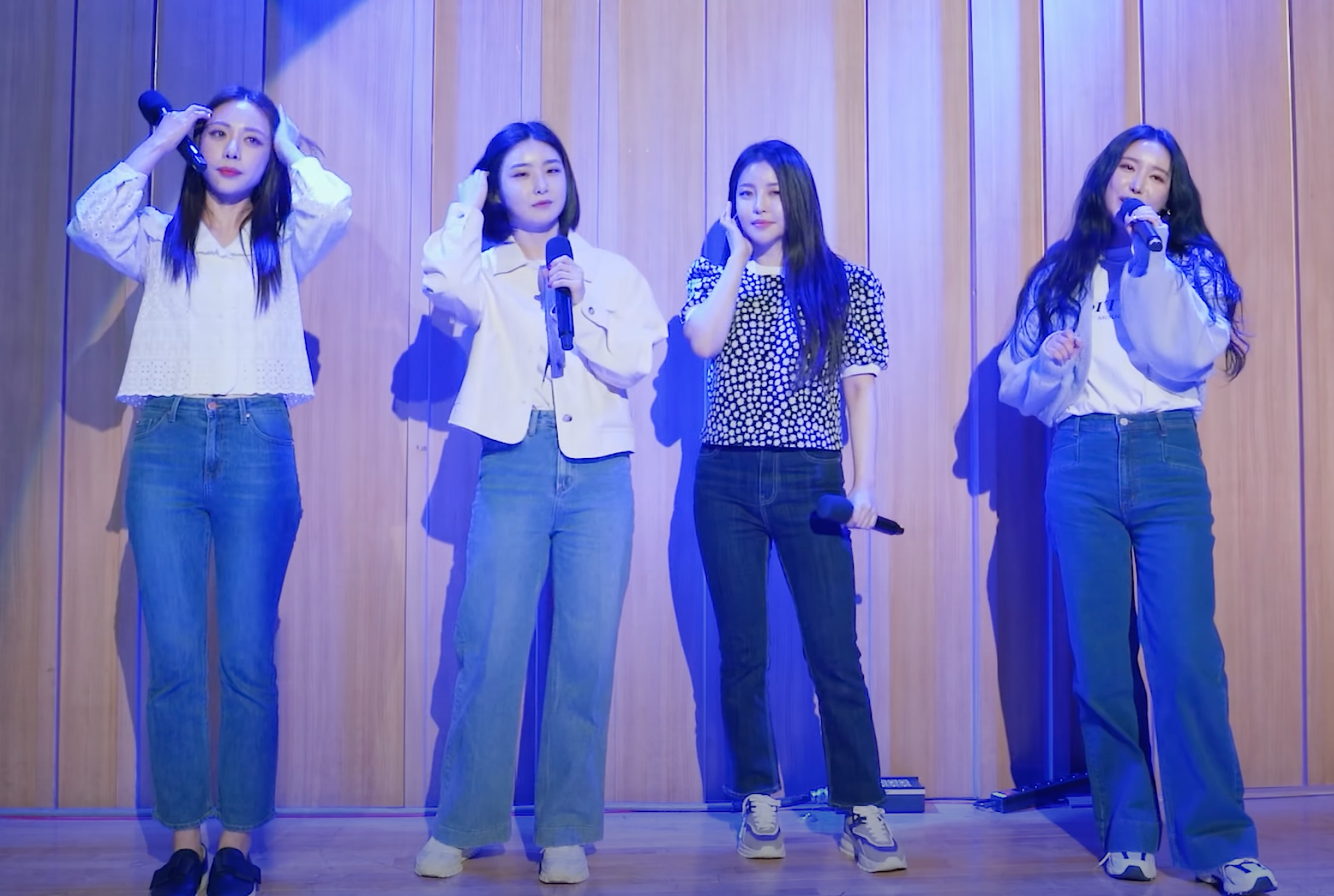
Brave Girls выступают на радио с «Rollin’», март 2021 года

14 августа 2020 года, спустя два года с момента последнего камбэка, Brave Girls выпустили цифровой сингл «We Ride».
В феврале 2021 года отредактированное фанатами выступление группы с «Rollin’» стало вирусным в сети, в результате сингл, выпущенный в 2017 году и на момент выхода не достигший успеха, моментально поднялся на вершины чартов Кореи в режиме реального времени. Промоушен с композицией был возобновлён. В интервью для YouTube-канала «Kpop Idol Olympic» Ючжон сообщила, что участницы обсуждали расформирование группы за неделю до того, как видео попало в топы запросов в сети и песня совершила резкий скачок в музыкальных чартах; Ючжон и Юна также успели съехать из общежития. 12 марта «Rollin’» достигла статуса Perfect All-Kill, став № 1 в дневных чартах, и в чартах реального времени в системе iChart. 14 марта Brave Girls впервые одержали победу на Inkigayo, спустя 1854 дня после дебюта, что стало самым долгим периодом для женских групп. На следующий день они выиграли на The Show. Всего «Rollin’» продержалась в статусе Perfect All-Kill 262 часа, что стало рекордом среди всех женских групп. Внезапный рост популярности также позволил синглу «We Ride» попасть в топ-5 Gaon Digital Chart.
29 апреля в коллаборации с брендом обуви «Elcanto» была выпущена специальная версия сингла «High Heels». 5 мая был выпущен сингл «Red Sun» специально для Lotte Department Store. 17 июня состоялся выход пятого мини-альбома Summer Queen с ведущим синглом «Chi Mat Ba Ram». Альбом занял 3-е место в альбомном чарте Gaon, а песня заняла ту же позицию в цифровом чарте.
23 августа Brave Girls выпустили переиздание пятого мини-альбома After 'We Ride с одноименным ведущим синглом.
14 января 2022 года было объявлено, что Минен временно приостанавливает свою деятельность из-за плохого состояния здоровья.
21 февраля было подтверждено, что Brave Girls примут участие во втором сезоне Queendom. В финале группа заняла 6 место.
14 марта Brave Girls вернулись со своим шестым мини-альбомом Thank You и одноименным ведущим синглом.
В мае было объявлено, что Brave Girls проведут концерт в Соединенных Штатах в июле.
17 мая Brave Entertainment объявили, что Brave Girls выпустят новый сингл, который переосмысливает хит Brown Eyed Girls 2008 года «How Come». Сингл был выпущен 23 мая на платформе потоковой передачи музыки.
15 февраля 2023 года было объявлено, что группа выпустит новый сингл «Goodbye», что вызвало волну обсуждений, связанную с распадом группы. В тот же день лейбл Brave Entertainment подтвердил информацию о распаде группы. Также сообщается, что распад связан с нежеланием всех четырёх участниц продлевать контракты с лейблом. 16 февраля 2023 года сингл «Goodbye» был опубликован, что ознаменовало окончание карьеры группы и её расформирование.
В марте 2023 года Минён объявила об открытии собственного кафе, при этом заявив, что музыка осталась для неё на первом месте.
26 апреля все 4 участницы подписали контракт с Warner Music Korea на летнее возвращение, через 2 месяца после того, как было объявлено об их роспуске. Также было объявлено, что обсуждаются «различные возможности» относительно дальнейшего использования названия группы. 3 мая было объявлено новое название группы BB Girls.

## Участницы
| Сценический псевдоним | Сценический псевдоним | Настоящее имя | Настоящее имя | Дата рождения | Позиция в группе                                         |
| Основной              | Другой                | На русском    | Хангыль       | Дата рождения |                                                          |
| --------------------- | --------------------- | ------------- | ------------- | ------------- | -------------------------------------------------------- |
| Минён                 | Minyoung              | Ким Мин Ён    | 김민영        | 12.09.1990    | Лидер, главная вокалистка, главный танцор                |
| Ючжон                 | Yujeong               | Нам Ю Чжон    | 남유정        | 02.05.1991    | Вокалистка, вижуал                                       |
| Ынчжи                 | Eunji                 | Хон Ын Чжи    | 홍은지        | 19.07.1992    | Главный рэпер, вокалистка                                |
| Юна                   | Yuna                  | Ли Ю На       | 이유나        | 06.04.1993    | Ведущая вокалистка, ведущий рэпер, ведущий танцор, маннэ |

## Дискография

### Мини-альбомы
- Back to da Future (2011)
- Re-Issue (2012)
- High Heels (2016)
- Rollin’ (2017)
- Summer Queen (2021)
- Thank You (2022)

## Награды и номинации
| Год  | Церемония                          | Номинация                   | Результат | Ссылка        |
| ---- | ---------------------------------- | --------------------------- | --------- | ------------- |
| 2011 | Korea Culture Entertainment Awards | Новичок Года                | Победа    | [ 51 ] [ 52 ] |
| 2011 | Mnet Asian Music Awards            | Лучший новый женский артист | Номинация | [ 53 ]        |
| 2021 | Korea Arts & Culture Awards        | Популярный исполнитель      | Победа    | [ 54 ]        |
| 2021 | Broadcasting Advertising Festival  | CF Звезда года              | Победа    | [ 55 ]        |